# Звер на месецу
„Звер на месецу” је српски  ТВ филм из 2008. године. Режирао га је Миливоје Мишко Милојевић а сценарио је написан по делу Ричарда Калиновског. 

## Улоге
| Глумац                     | Улога          |
| -------------------------- | -------------- |
| Небојша Дугалић            | Арам Томасијан |
| Паулина Манов              | Сета Томасијан |
| Властимир Ђуза Стојиљковић | Винсент        |